# أهل شميلة

تعديل مصدري - تعديل

أهل شميله هي إحدى قرى عزلة القارة بمديرية رصد التابعة لمحافظة أبين، بلغ تعداد سكانها 141 نسمة حسب تعداد اليمن لعام 2004.